# Ram Ouédraogo
Ram Ouédraogo né le 2 janvier 1950 à Agboville, est un homme politique burkinabè et leader du parti rassemblement des écologistes du Burkina (RDEB).

## Biographie
Ram naît à Agboville, en Côte d'Ivoire, en 1950 ou 1951 selon d'autres sources de parents Burkinabè  originaires de la province de Passoré. Il fait des études en gestion et comptabilité à l'Institut d'études commerciales Grand-Jean à Abidjan de 1969 à 1972.  Il fut avocat, journaliste, détective privée et directeur artistique avant de se lancer en politique,.  Il rentre au Burkina Faso en 1984. 

## Carrière politique
En 1990, il crée l’union des verts du Burkina Faso (UVDB) premier parti écologiste du pays,. Il se présente  comme candidat de l'UVDB  à l'élection présidentielle du 15 novembre 1998,  et  arrive deuxième derrière le président sortant Blaise Compaoré avec 6,61 % des voix. Il a ensuite quitté l'UVDB et fondé le parti RDEB,,.
De 1999 à 2002, Ram Ouédraogo intègre le  gouvernement en tant que ministre d'État chargé de la réconciliation nationale. Il est nommé à ce post après la crise politique qui a suivi la mort du journaliste Norbert Zongo. Lors de l'élection présidentielle du 13 novembre 2005, il est classé cinquième sur 13 candidats, obtenant 2,04 % des voix.
En 2015, il se retire de la scène politique,.